# Elopichthys bambusa
Elopichthys bambusa е вид лъчеперка от семейство Шаранови (Cyprinidae).

## Разпространение и местообитание
Видът е разпространен във Виетнам, Китай (Гуандун, Гуанси, Дзянсу, Хубей, Хунан и Хъйлундзян) и Русия. Внесен е в Узбекистан.
Обитава сладководни басейни, реки, потоци и канали.

## Описание
На дължина достигат до 2 m, а теглото им е максимум 40 kg.
Популацията на вида е нарастваща.